# زنبور چوب‌خوار
زنبور چوب‌خوار (نام علمی: Siricidae) نام یک تیره از بالاخانواده چوب‌خوارزنبورواران است.